# Кратеропа непальська
Кратеро́па непальська (Turdoides nipalensis) — вид горобцеподібних птахів родини Leiothrichidae. Ендемік Непалу.

## Поширення і екологія
Непальські кратеропи живуть у високогірних чагарникових заростях, влітку на висоті від 1400 до 2100 м над рівнем моря, взимку на висоті від 900 до 1900 м над рівнем моря. 

## Поведінка
Непальські кратеропи  зустрічаються поодинці або зграйками від 3 до 15 птахів. Іноді приєднуються до змішаних зграй птахів, разом з рудощокими тимеліями-криводзьобами. Живляться переважно безхребетними, а також плодами і насінням. Шукають здобич на землі. Сезон розмноження триває з квітня по червень. Гніздо чашоподібне, зроблене з трави, листя і рослинних волокон, розміщується на землі. в кладці 3-4 бликитнуватих яйця.